# Pyrgacris descampsi
Pyrgacris descampsi is een rechtvleugelig insect uit de familie Pyrgacrididae. De wetenschappelijke naam van deze soort is voor het eerst geldig gepubliceerd in 1976 door Kevan.
1. ↑  (en) Pyrgacris descampsi op de IUCN Red List of Threatened Species.